# Enanepada
Enanepada (sum. en.an.né.pà.da) – księżniczka mezopotamska, córka Ur-Bau, władcy miasta-państwa Lagasz. Pełniła funkcję arcykapłanki boga księżyca Nanny w Ur. W trakcie wykopalisk w Ur odnaleziono fragmenty kamiennych naczyń z umieszczoną na nich jej inskrypcją. Dwie siostry Enanepady wyszły za dwóch późniejszych władców Lagasz: Nin-alla stała się małżonką Gudei, a Nin-hedu małżonką Nammahani.